# Jakob von Landshut (Baumeister)
Jakob von Landshut, auch Jacob von Landshut und Jacques de Landshut genannt, (* um 1450 in Landshut; † 1509 in Straßburg) war ein deutscher Baumeister, der entlang des Rheins im Rheingau, in Rheinhessen (Kurmainz), der Pfalz und im Elsass gewirkt hat. Er war von 1494 bis 1509 als Leiter der Münsterbauhütte für die Arbeiten am Straßburger Münster zuständig.

## Bauwerke
Zu den Bauwerken, an denen er nachweislich gewirkt hat, sind (chronologisch geordnet):
- 1475[Anm. 1] gotischer Umbau der romanischen Kirche St. Peter in Worms-Herrnsheim. Hier ist sein Steinmetzzeichen dokumentiert.[2]
- katholische Pfarrkirche St. Valentinus in Kiedrich
- 1482 bis 1494 Pfarrkirche St. Maria und St. Christophorus
- 1492 katholische Pfarrkirche St. Martin in Sankt Martin (Pfalz)[3]
- 1495 bis 1505: Laurentiuskapelle und Fassade am Straßburger Münster – Münster Unserer Lieben Frau[4]

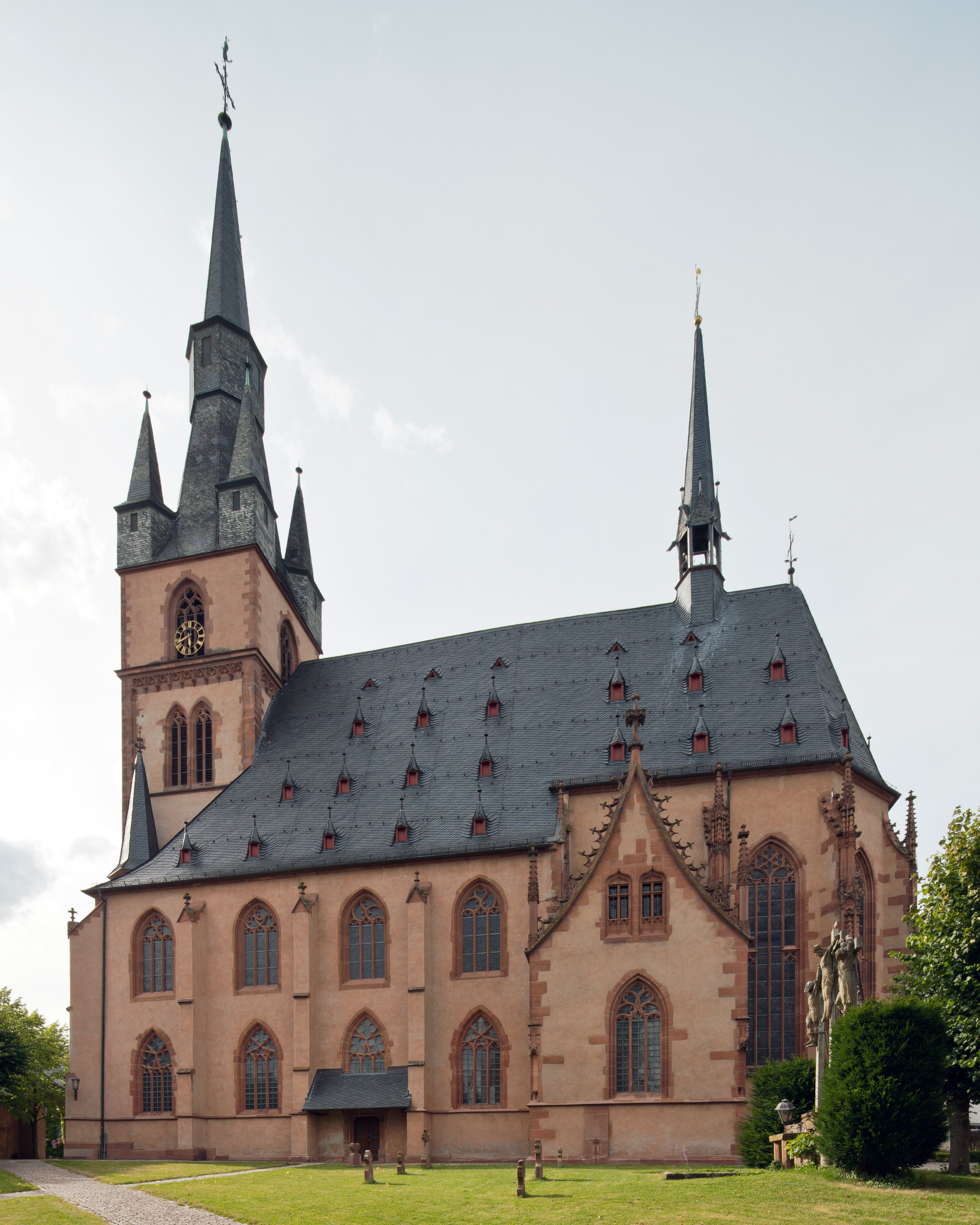
Pfarrkirche St. Dionysius und Valentinus in Kiedrich
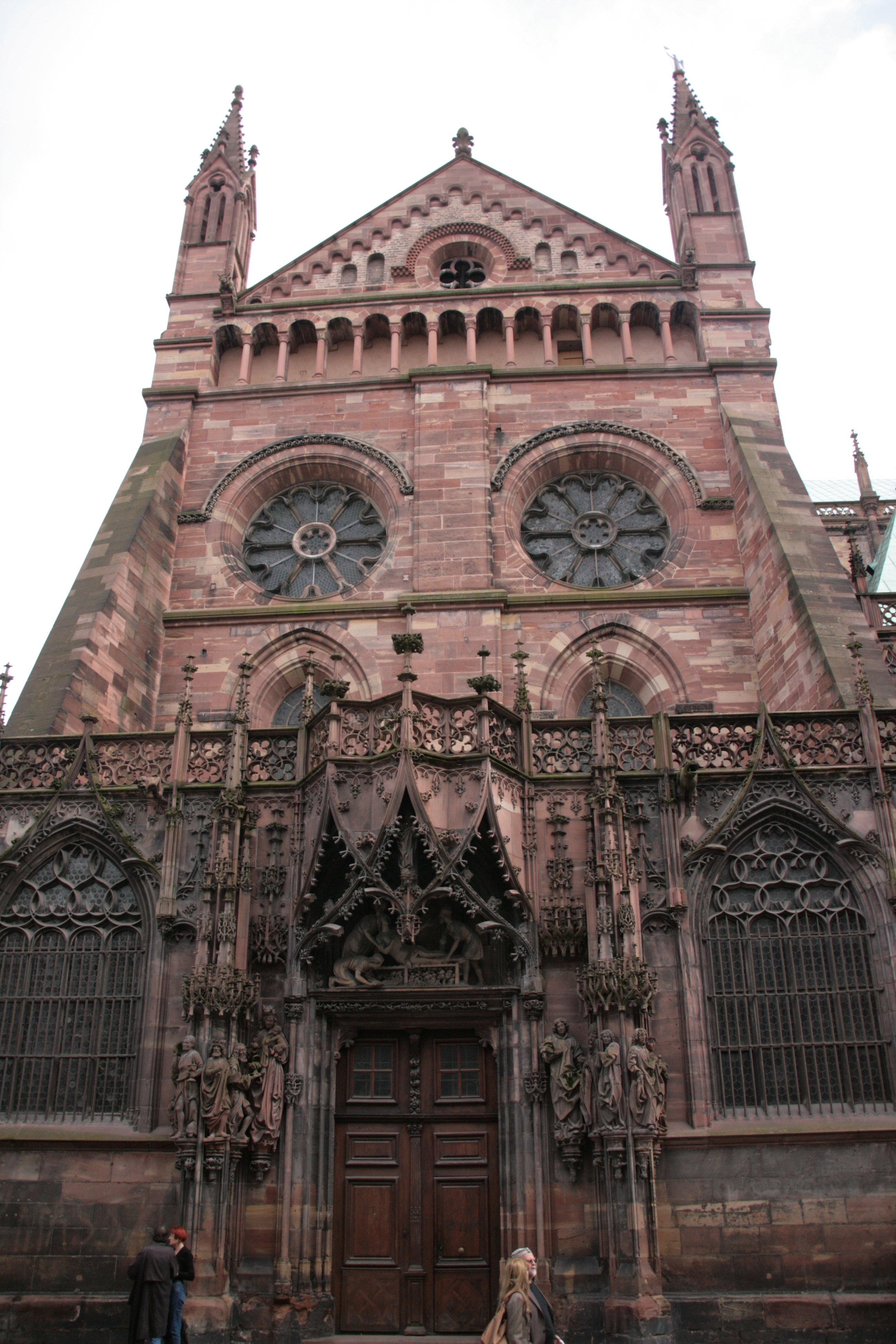
Laurentiusportal an der Nordseite des Straßburger Münsters
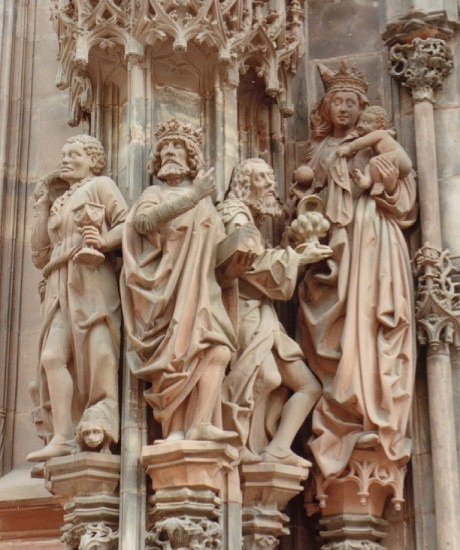
Detail des Laurentiusportals: Anbetung der drei Heiligen Könige